# Gobierno Frederiksen II
El segundo gobierno de Mette Frederiksen es el actual gobierno de Dinamarca que asumió el cargo el 15 de diciembre de 2022 y sucedió a su primer gobierno, tras las elecciones generales danesas de 2022. El gobierno está dirigido por la primera ministra Mette Frederiksen y está integrado por los Socialdemócratas, el partido liberal Venstre y los Moderados, por lo que también se le conoce como el gobierno SVM (en danés: SVM-regeringen). Actualmente, es un gobierno de minoría con 86 de los 179 escaños del Folketing.
Después de 42 días de negociaciones, el 13 de diciembre, fue anunciado el acuerdo entre los tres partidos que en un inicio reunían 89 escaños, lo cual no le otorgaba la mayoría absoluta en el parlamento, pero que al menos, le aseguraba no tener una mayoría en contra, puesto que el gobierno estaba apoyado externamente por los cuatro escaños del Atlántico Norte de los partidos groenlandeses Inuit Ataqatigiit y Siumut, y por los partidos feroeses Partido de la Igualdad y Partido Unionista.
Este gobierno de gran coalición compuesto por partidos de izquierda, centro y derecha rompe con la política de bloques izquierda-derecha opuestos que predomina en la política danesa. Algo así no ocurría hace más de 40 años cuando confluyeron los Socialdemócratas y Venstre en un mismo gobierno. El 14 de diciembre, los tres líderes de partido dieron a conocer las bases del gobierno a través de "Responsabilidad frente a Dinamarca" (en danés, Ansvar for Danmark), un documento de 53 páginas que resume cuáles serán las políticas que impulsarán durante el período del gobierno. Oficialmente, el gobierno se formó el día siguiente al ser recibido por la reina Margarita II en el palacio de Amalienborg.

## Gabinete Ministerial
Los ministros fueron anunciados el 13 de diciembre. El gabinete está conformado por:

### Primera ministra del Reino de Dinamarca
| Fotografía | Primera ministra  | Período                                     | Período     | Partido | Partido |
| Fotografía | Primera ministra  | Inicio                                      | Fin         | Partido | Partido |
| ---------- | ----------------- | ------------------------------------------- | ----------- | ------- | ------- |
|            | Mette Frederiksen | 27 de junio de 2019 (del anterior Gobierno) | En el cargo |         |         |

### Vice primer ministro del Reino de Dinamarca
| Fotografía | Vice primer ministro  | Período                 | Período               | Partido | Partido |
| Fotografía | Vice primer ministro  | Inicio                  | Fin                   | Partido | Partido |
| ---------- | --------------------- | ----------------------- | --------------------- | ------- | ------- |
|            | Jakob Ellemann-Jensen | 15 de diciembre de 2022 | 23 de octubre de 2023 |         |         |
|            | Troels Lund Poulsen   | 23 de octubre de 2023   | En el cargo           |         |         |

### Ministerios
| Ministerio                                                       | Fotografía | Titular                    | Período                                      | Período                 | Partido | Partido | Ref    |
| Ministerio                                                       | Fotografía | Titular                    | Inicio                                       | Fin                     | Partido | Partido | Ref    |
| ---------------------------------------------------------------- | ---------- | -------------------------- | -------------------------------------------- | ----------------------- | ------- | ------- | ------ |
| Alimentación, Agricultura y Pesca                                |            | Jacob Jensen               | 15 de diciembre de 2022                      | En el cargo             |         |         |        |
| Asuntos Europeos                                                 |            | Marie Bjerre               | 29 de agosto de 2024                         | En el cargo             |         |         | [ 8 ]  |
| Asuntos Sociales y Vivienda                                      |            | Pernille Rosenkrantz-Theil | 15 de diciembre de 2022                      | 29 de agosto de 2024    |         |         |        |
| Asuntos Sociales y Vivienda                                      |            | Sophie Hæstorp Andersen    | 29 de agosto de 2024                         | En el cargo             |         |         | [ 9 ]  |
| Clima, Energía y Servicios Públicos                              |            | Lars Aagaard               | 15 de diciembre de 2022                      | En el cargo             |         |         |        |
| Ciudades y Zonas Rurales, Iglesia y Cooperación Nórdica          |            | Louise Schack Elholm       | 15 de diciembre de 2022                      | 23 de noviembre de 2023 |         |         |        |
| Ciudades y Zonas Rurales, Iglesia y Cooperación Nórdica          |            | Morten Dahlin              | 23 de noviembre de 2023                      | En el cargo             |         |         |        |
| Cooperación al Desarrollo y Política Climática Global (Disuelto) |            | Dan Jørgensen              | 15 de diciembre de 2022                      | 29 de agosto de 2024    |         |         | [ 10 ] |
| Cultura                                                          |            | Jakob Engel-Schmidt        | 15 de diciembre de 2022                      | En el cargo             |         |         |        |
| Defensa                                                          |            | Jakob Ellemann-Jensen      | 15 de diciembre de 2022                      | 22 de agosto de 2023    |         |         |        |
| Defensa                                                          |            | Troels Lund Poulsen        | 22 de agosto de 2023                         | En el cargo             |         |         |        |
| Digitalización                                                   |            | Marie Bjerre               | 15 de diciembre de 2022                      | 23 de noviembre de 2023 |         |         |        |
| Digitalización                                                   |            | Mia Wagner                 | 23 de noviembre de 2023                      | 7 de diciembre de 2023  |         |         |        |
| Digitalización                                                   |            | Marie Bjerre               | 7 de diciembre de 2023                       | 29 de agosto de 2024    |         |         |        |
| Digitalización                                                   |            | Caroline Stage Olsen       | 29 de agosto de 2024                         | En el cargo             |         |         | [ 8 ]  |
| Economía                                                         |            | Troels Lund Poulsen        | 15 de diciembre de 2022                      | 22 de agosto de 2023    |         |         |        |
| Economía                                                         |            | Jakob Ellemann-Jensen      | 22 de agosto de 2023                         | 23 de octubre de 2023   |         |         |        |
| Economía                                                         |            | Troels Lund Poulsen        | 23 de octubre de 2023                        | 23 de noviembre de 2023 |         |         |        |
| Economía                                                         |            | Stephanie Lose             | 23 de noviembre de 2023                      | En el cargo             |         |         |        |
| Educación Superior y Ciencia                                     |            | Christina Egelund          | 15 de diciembre de 2022                      | En el cargo             |         |         |        |
| Empleo                                                           |            | Ane Halsboe-Jørgensen      | 15 de diciembre de 2022                      | En el cargo             |         |         |        |
| Finanzas                                                         |            | Nicolai Wammen             | 27 de junio de 2019 (del anterior Gobierno)  | En el cargo             |         |         |        |
| Industria, Negocios y Asuntos Financieros                        |            | Morten Bødskov             | 15 de diciembre de 2022                      | En el cargo             |         |         |        |
| Infancia y la Educación                                          |            | Mattias Tesfaye            | 15 de diciembre de 2022                      | En el cargo             |         |         | [ 11 ] |
| Inmigración e Integración                                        |            | Kaare Dybvad               | 2 de mayo de 2022 (del anterior Gobierno)    | En el cargo             |         |         |        |
| Interior y Sanidad                                               |            | Sophie Løhde               | 15 de diciembre de 2022                      | En el cargo             |         |         |        |
| Justicia                                                         |            | Peter Hummelgaard Thomsen  | 15 de diciembre de 2022                      | En el cargo             |         |         |        |
| Medio Ambiente e Igualdad                                        |            | Magnus Heunicke            | 15 de diciembre de 2022                      | En el cargo             |         |         |        |
| Relaciones Exteriores                                            |            | Lars Løkke Rasmussen       | 15 de diciembre de 2022                      | En el cargo             |         |         | [ 12 ] |
| Seguridad Nacional y Gestión de Emergencias                      |            | Torsten Schack Pedersen    | 29 de agosto de 2024                         | En el cargo             |         |         | [ 8 ]  |
| Tercera Edad                                                     |            | Mette Kierkgaard           | 15 de diciembre de 2022                      | En el cargo             |         |         |        |
| Transporte                                                       |            | Thomas Danielsen           | 15 de diciembre de 2022                      | En el cargo             |         |         |        |
| Tributación                                                      |            | Jeppe Bruus Christensen    | 4 de febrero de 2022 (del anterior Gobierno) | 29 de agosto de 2024    |         |         | [ 13 ] |
| Tributación                                                      |            | Rasmus Stoklund            | 29 de agosto de 2024                         | En el cargo             |         |         | [ 8 ]  |
| Tripartito Verde                                                 |            | Jeppe Bruus Christensen    | 29 de agosto de 2024                         | En el cargo             |         |         | [ 8 ]  |

## Pérdida de mayoría en el parlamento
El 19 de marzo de 2024, el gobierno SVM perdió su mayoría cuando Mads Fuglede, elegido como parlamentario por el partido liberal Venstre se cambió a los Demócratas de Dinamarca Además del cambio de partido de Fuglede, Jon Stephensen y Mike Fonseca habían abandonado previamente a los Moderados.
La primera ministra, Mette Frederiksen, señaló que su gobierno no tenía intención de convocar elecciones generales, puesto que el gobierno, hasta el momento, no había impulsado ninguna propuesta basada exclusivamente en el apoyo de los parlamentarios del gobierno.
El 5 de septiembre de 2024, el gobierno volvió a perder su mayoría cuando Jeppe Søe informó que dimitiría de los Moderados.